# Gunvor Hofmo
Gunvor Hofmo, née le 30 juin 1921 et morte le 17 octobre 1995 à Oslo, est une écrivaine norvégienne, souvent comptée parmi les poètes modernistes de Norvège les plus influentes.

## Biographie
Gunvor Hofmo naît en Norvège, à Oslo, le 30 juin 1921. Ses parents sont Erling Hofmo (1893–1959) et Bertha Birkedal (1891–1969). Elle est élevée dans une famille ouvrière parmi les socialistes, les communistes et les anti-nazis. Son oncle, Rolf Hofmo (en) (1898–1966), est un officiel sportif arrêté pendant la Seconde Guerre mondiale et emprisonné au camp de concentration de Sachsenhausen,.

## Carrière littéraire
Gunvor Hofmo commence sa carrière littéraire en proposant ses poèmes à une grande diversité de journaux, tels que Friheten (en), un journal communiste, ainsi qu'à des magazines hebdomadaires comme Hjemmet (en). L'un de ses premiers poèmes publiés est dédié à son amie proche, la réfugiée juive Ruth Maier (1920-1942) ; il est publié dans Magasinet pour Alle (en), et commence par ces lignes :
« The words, shiningly silent
I shall find
give them to you, hammer some moments together
under the frame of eternity
so you will never forget me »
« Les mots, brillamment silencieux
Je saurais comment
te les donner, graver quelques moments ensemble
sous le couvert de l'éternité
pour que tu ne puisses jamais m'oublier »
Ruth Maier est une autrichienne réfugiée en Norvège en 1939. Pendant l'occupation de la Norvège par l'Allemagne nazie, elle est arrêtée par des officiers allemands en 1942. Elle est déportée et assassinée pendant l'Holocauste à Auschwitz. Cet événement est de toute évidence devenu la tragédie centrale dans la vie de Gunvor Hofmo : elle est hospitalisée en 1943 pour dépression, commençant alors une lutte permanente contre la maladie mentale.
Après la libération de la Norvège en 1945, Gunvor Hofmo voyage beaucoup. Elle se trouve à Paris à l'automne 1947 et en Bretagne au printemps 1950. Elle se rend également à Stockholm, Amsterdam et Londres et de nombreuses fois à Copenhague. Elle écrit des essais, principalement dans le quotidien Dagbladet, portant sur les voyages, la poésie nordique et la philosophie. Parmi ses contributions les plus remarquables se trouve un long débat sur le minimum vital qui permet à peine de sortir de la misère à Paris ainsi qu'un traité en défense de son collègue le poète Olav Kaste (1902-1991). En 1953, elle cesse de publier des essais et se concentre sur sa poésie. Dagbladet publie sept de ses poèmes entre 1952 et 1956. Elle publie cinq recueils de poésie entre 1946 et 1955.
Elle est internée de 1955 à 1971 à l'hôpital de Gaustad, souffrant de trouble psychique (schizophrénie paranoïde), causant donc « 16 ans de silence ». Après sa libération, elle entame une période de productivité considérable, publiant quinze recueils de poésie entre 1971 et 1994. De 1977 à sa mort, elle ne quitte jamais son appartement à Simensbråten à Oslo,.
Elle meurt à Oslo le 14 octobre 1995 à l'âge de 75 ans.

## Vie privée
Gunvor Hofmo et Ruth Maier ont qualifié leur relation d'exceptionnellement proche et intime. Dans son journal, Ruth Maier parle ainsi de sa relation avec Gunvor Hofmo : 

« Dimanche 4 janvier 1942 - les sentiments entre deux personnes vont et viennent avec tant d'instabilité. J'aime toujours Gunvor. Mais je crains de ne pas tarder à ne plus l'aimer. C'est effroyable. (...) Je l'aime maintenant. Mais j'ai le sentiment de ne pas assez l'aimer. Ce que Gunvor est pour moi, personne ne l'a jamais été auparavant : une amie et une amante. »

En 1947, Gunvor Hofmo emménage avec une autre écrivaine, Astrid Tollefsen (en) (1897-1973) et devient l'une des premières Norvégiennes à vivre une relation ouvertement lesbienne,. Elles continuent de vivre et voyager ensemble jusqu'à ce que Gunvor Hofmo soit internée.

## Postérité
Gunvor Hofmo a été très peu traduite. L'écrivain norvégien Jan Erik Vold a publié plusieurs livres de et sur Gunvor Hofmo et son amie Ruth Maier. Susanna Wallumrød a mis en musique certains de ses poèmes et les a présentés sur son album Jeg vil hjem til menneskene.

## Œuvre
- Gunvor Hofmo, Jeg vil hjem til menneskene [« Je veux revenir habiter parmi les hommes »], 1946.
- Gunvor Hofmo, Fra en annen virkelighet [« D'une autre réalité »], 1948.
- Gunvor Hofmo, Blinde nattergaler [« Rossignols aveugles »], 1951.
- Gunvor Hofmo, I en våkenatt [« Dans une nuit éveillée »], 1954.
- Gunvor Hofmo, Testamente til en evighet [« Testament pour une éternité »], 1955.
- Gunvor Hofmo, Astrid Hjertenæs Andersen et Astrid Tollefsen, Treklang [« Triade »], 1963.
- Gunvor Hofmo, Gjest på jorden [« Invité sur la Terre »], 1971.
- Gunvor Hofmo, Novembre, 1972
- Gunvor Hofmo, Veisperringer [« Barrières routières »], 1973.
- Gunvor Hofmo, Mellomspill [« Interlude »], 1974.
- Gunvor Hofmo, Hva fanger natten [« Ce que la nuit capture »], 1976.
- Gunvor Hofmo, Det er sent [« Il est tard »], 1978.
- Gunvor Hofmo, Nå har hendene rørt meg [« Maintenant, les mains m'ont touché »], 1981.
- Gunvor Hofmo, Gi meg til berget [« Donne-moi à la montagne »], 1984.
- Gunvor Hofmo, Stjernene og barndommen [« Les étoiles et l'enfance »], 1986.
- Gunvor Hofmo, Nabot, 1987.
- Gunvor Hofmo, Ord til bilder [« Des mots aux images »], 1989.
- Gunvor Hofmo, Fuglen [« L'oiseau »], 1990.
- Gunvor Hofmo, Epilog [« Epilogue »], 1994.
- Gunvor Hofmo, Samlede Dikt (Poèmes collectés), 1996.
- Gunvor Hofmo, Etterlatte dikt (Poèmes), Jan Erik Vold, 1997A titre posthume.
- Gunvor Hofmo (ill. Ruth Maier), Jeg glemmer ingen [« Je n'oublie personne »] (poèmes), Jan Erik Vold, 1999.

## Prix et récompenses
- Dotation de Gyldendal (en), 1951
- Kritikerprisen (en) pour Gjest på jorden, 1971
- Dotation de Gyldendal, 1974
- Prix Dobloug, 1982
- Riksmålsforbundets litteraturpris (en), 1989